# Abell 31
Abell 31, nach einer anderen Katalogisierung Sh2-290 ist ein planetarischer Nebel im Sternbild Krebs.
Abell 31 ist einer der scheinbar größten planetarischen Nebel. Aufgrund seiner Winkelausdehnung besitzt er nunmehr eine geringe Flächenhelligkeit von 26,9 Mag/arc-sec². Der südliche Teil des Nebels wird noch durch eine bogenförmige Schockzone umgeben, während die Grenzen des nördlichen Teils sehr verschwommen sind. Letzteres und die große Ausdehnung deuten auf das hohe Alter des planetarischen Nebels hin, da er sich bereits mit der interstellaren Materie zu vermischen und aufzulösen beginnt.